# Тріщини розчинення

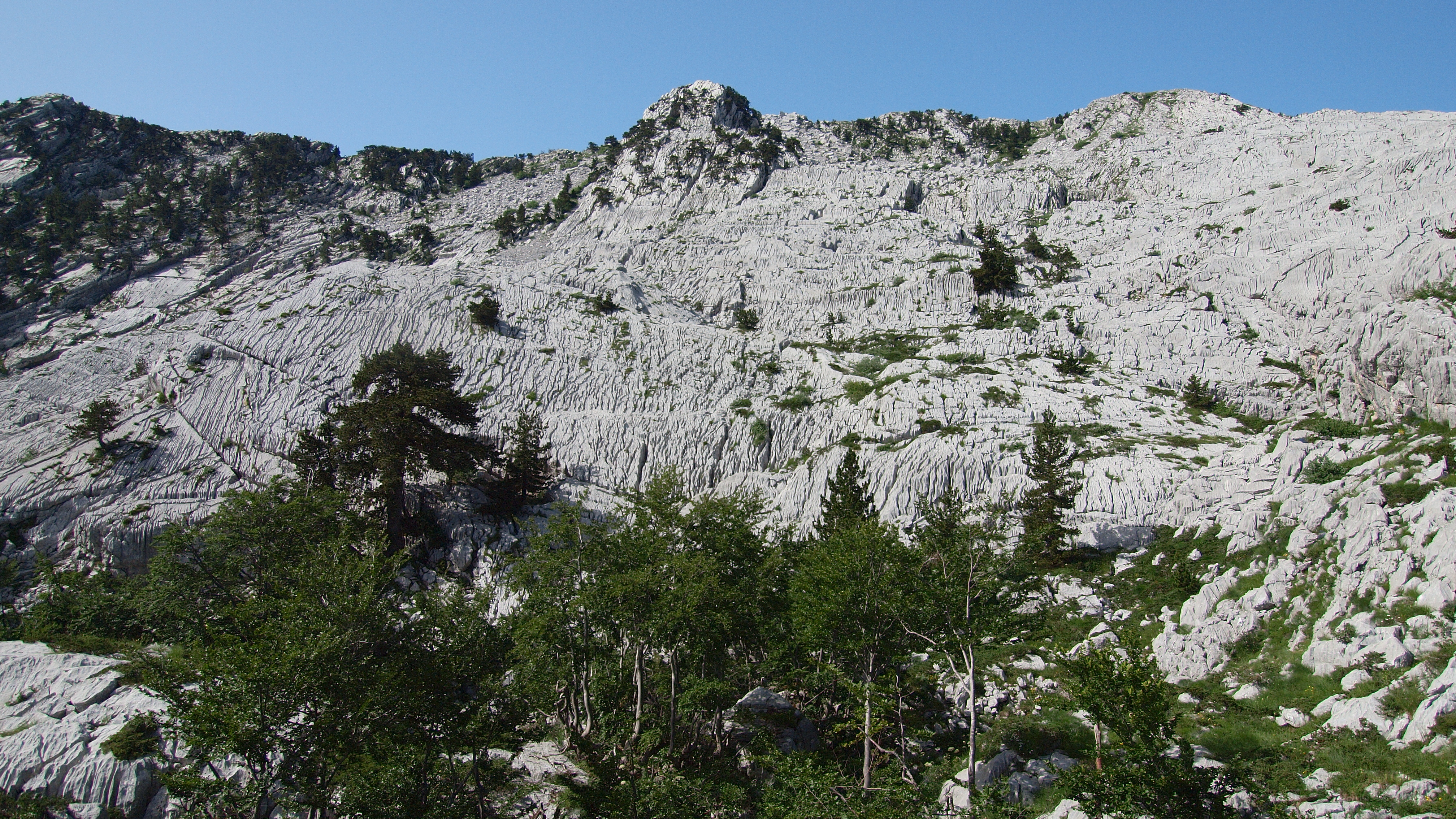

Трі́щини розчи́нення (рос. трещины растворения, англ. dissolution fractures, нім. Auflösungsklüfte f pl) — тріщини, які виникають унаслідок розчинення гірських порід.
Вертикальні тріщини розчинення, розвинені вздовж лінії кліважу, розділяють вапняковий масив на клінти. Інша назва — грайк (англ. grike, gryke). Велика та глибока, розширена і поглиблена корозією тріщина на поверхні голого карсту — грайк або гігантський грайк (інша назва — коридор розчинення, Giant grike; Solution corridor).